# NGC 3738
NGC 3738 (другие обозначения — UGC 6565, IRAS11330+5448, MCG 9-19-130, ARP 234, ZWG 268.60, KUG 1133+548, PGC 35856) — галактика в созвездии Большая Медведица.
Этот объект входит в число перечисленных в оригинальной редакции «Нового общего каталога».
Относится к карликовым неправильным галактикам. В NGC 3738 происходит вспышка звёздообразования.